# 聖ベルナルドゥスと聖母
『聖ベルナルドゥスと聖母』（せいベルナルドゥスとせいぼ、西: San Bernardo y la Virgen、英: Saint Bernard and the Virgin）は、スペイン・バロック絵画の画家アロンソ・カーノが1645-1652年にキャンバス上に油彩で制作した絵画である。現在、マドリードのプラド美術館に所蔵されている。1835年までセバスティアン・ガブリエル・デ・ボルボン親王が所有していたが、その後いくつかのコレクションを経て、1968年にプラド美術館がマヌエル・ゴンザレス (Manuel González) 氏から購入した。

## 作品
この絵画は、12世紀にシトー会修道院の修道院長を務めたクレルヴォーのベルナルドゥスにまつわる神秘の授乳の物語を表している。それはいくつかのヴァージョンで伝わるが、本作が依拠しているのは1199年にフランスのシャティヨン＝シュル＝セーヌという町のサン・ヴォルル聖堂で起こったとするものであろう。聖母マリア信仰に篤いことで知られた聖ベルナルドゥスが彼女の像の前で祈りを捧げ、いつもより熱意を込めて「あなたは母たることをお示しください」と口にすると、彫像が生を得て動き、母乳をベルナルドゥスの唇に滴らせたという。
本作の場面は簡素な礼拝堂の中に設定されている。祭壇の前に白衣の修道士ベルナルドゥスが跪き、祀られた幼子イエス・キリストを抱いた聖母マリアの彫像が乳房から彼の口をめがけて母乳を注いでいる。画面左側手前には、聖人に向かって手を合わせて祈りを捧げる目撃者が描かれている。この人物が描き込まれていることによって、鑑賞者も同様に奇跡を目撃することになる。画面ではモニュメンタルな形態感覚が非常に繊細な色彩の扱いと組み合わされており、それは宮廷画家になり、スペイン王室のコレクションに触れた後のカーノの芸術の特質である。

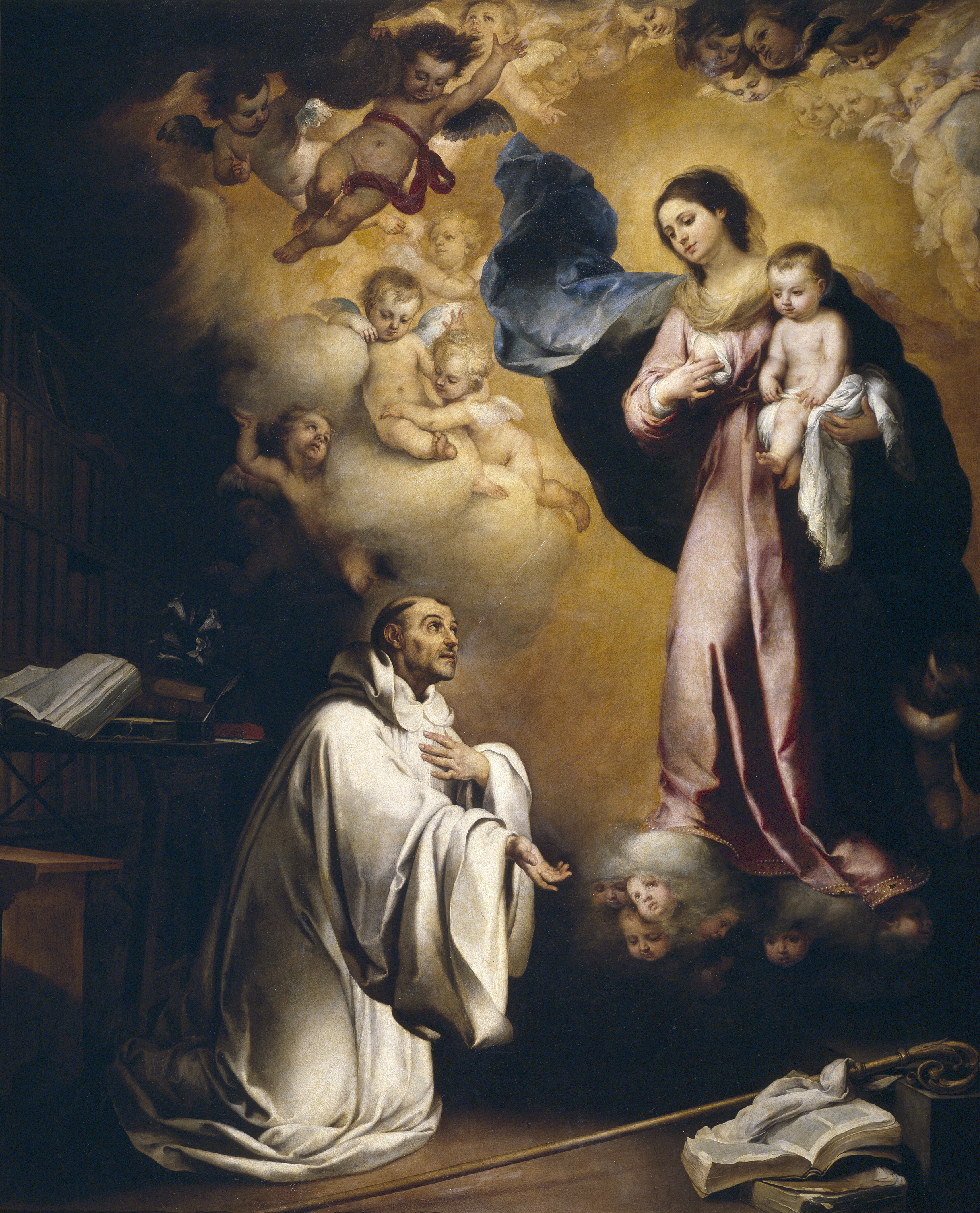
バルトロメ・エステバン・ムリーリョ『聖母の聖ベルナルドゥスへの顕現』 (1655年ごろ)、プラド美術館、マドリード

本作の図像表現には2つの点に特徴がある。1つは、手前の枢機卿 (おそらく作品の依頼者) が奇跡の場面を目撃している以外、余計なものを一切省いて単純化し、それによってこの神秘の出来事がベルナルドゥスの「うちに秘めた個人的にして私的な出来事としてとらえ」られているということである。もう1つは、授乳する聖母が生身の存在として天から降臨するのではなく、祭壇の聖母子像が生を得て乳を与えているということである。
この絵画を同時期にバルトロメ・エステバン・ムリーリョが描いた『聖母の聖ベルナルドゥスへの顕現』 (プラド美術館、マドリード) と比較すると、両作の相違が際立つ。ベルナルドゥスの書斎に設定されたムリーリョの作品では、机の上に開かれた書物が置かれ、聖母の足元には書物と司教杖が差し出されている。それらは、神秘の授乳の奇蹟を彼の神学者としての仕事や地位と何らかの因果関係に結びつける役割を持つ。一方、カーノの作品では、この奇跡が何の仲介物もなしに、より直接的なコミュニケーションの結果として引き起こされたこととして表されている。また、ムリーリョの聖母子は大勢のプットを引き連れ、黄金色の天上の光を浴びながら降臨する。そのまばゆい光と聖母を取り囲む雲によって、彼らは地上のベルナルドゥスとは異なる天上の存在として明確に区別されているのである。
スペインにおいては、祈りを捧げるための媒介として、伝統的に彩色木彫が絵画より広く親しまれていた。それは、三次元の彫刻が二次元の絵画よりずっと「リアル」で、鑑賞者の心に直接訴えかける力を持っているからであろう。そうした意味で、本作は当時のスペインで彫刻が単なる「美術」作品としてだけではなく、どのような力を持つと見られていたのかということについて端的に教えてくれる。